# Cristina Chiuso

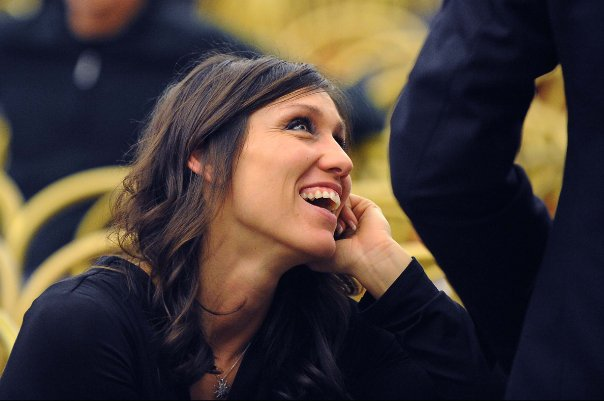
Cristina Chiuso (2011)

Cristina Chiuso, nach Heirat Cristina Casalinuovo (* 25. Dezember 1973 in San Donà di Piave), ist eine ehemalige italienische Schwimmerin. Sie gewann bei Europameisterschaften auf der 50-Meter-Bahn zwei Silbermedaillen und auf der 25-Meter-Bahn drei Silbermedaillen. Bei Mittelmeerspielen erschwamm sie zweimal Gold, dreimal Silber und zweimal Bronze.

## Sportliche Karriere

### Die Jahre 1991 bis 2000 mit zwei Olympiateilnahmen
1991 bei den Sprinteuropameisterschaften in Gelsenkirchen gewann die italienische 4-mal-50-Meter-Freistilstaffel mit Viviana Susin, Manuela Dalla Valle, Ilaria Tocchini und Cristina Chiuso die Silbermedaille mit drei Sekunden Rückstand auf die deutschen Siegerinnen. Die 4-mal-50-Meter-Lagenstaffel mit Lorenza Vigarani, Dalla Valle, Tocchini und Chiuso schlug ebenfalls als Zweite hinter den Deutschen an, der Abstand betrug hier 2,71 Sekunden. 1992 bei den Olympischen Spielen in Barcelona belegte Chiuso in den Vorläufen über 50 Meter Freistil den 19. Platz, zum Erreichen des B-Finales fehlten ihr 0,28 Sekunden.
Von 1995 bis 1999 nahm Chiuso dreimal an Universiaden teil. Bei der Universiade 1995 in Fukuoka erschwamm sie die Silbermedaille mit der 4-mal-100-Meter-Freistilstaffel. 1997 in Catania erkämpfte sie Silber mit der 4-mal-100-Meter-Freistilstaffel und Bronze mit der 4-mal-200-Meter-Freistilstaffel. 1999 in Palma de Mallorca wurde sie mit beiden Freistilstaffeln Zweite. Zusätzlich schlug sie über 50 Meter Freistil als Zweite an hinter Courtney Allen aus den Vereinigten Staaten. Dazwischen lagen die Mittelmeerspiele 1997 in Bari. Mit der 4-mal-100-Meter-Freistilstaffel gewann Chiuso Silber hinter den Spanierinnen. Zwei Wochen nach der Universiade 1999 nahm Chiuso an den Europameisterschaften in Istanbul teil. Die 4-mal-100-Meter-Freistilstaffel mit Cristina Chiuso, Sara Parise, Cecilia Vianini und Lara Consolandi belegte den sechsten Platz.
Im Juli 2000 bei den Europameisterschaften in Helsinki siegten in der 4-mal-100-Meter-Freistilstaffel siegten die Schwedinnen mit fast drei Sekunden Vorsprung vor Luisa Striani, Sara Parise, Cecilia Vianini und Cristina Chiuso. Giorgia Mancin erhielt für ihren Vorlaufeinsatz ebenfalls eine Silbermedaille. Über 50 Meter Freistil erreichte Chiuso das Finale und belegte den siebten Platz. Bei den olympischen Schwimmwettbewerben in Sydney belegte die 4-mal-100-Meter-Freistilstaffel mit Cecilia Vianini, Luisa Striani, Sara Parise und Cristina Chiuso den achten Platz. Über 50 Meter Freistil und über 100 Meter Freistil schied Chiuso jeweils in den Vorläufen aus. Ende 2000 bei den Kurzbahneuropameisterschaften in Valencia wurde Chiuso Siebte über 100 Meter Freistil und mit der 4-mal-50-Meter-Lagenstaffel.

### Die Jahre 2001 bis 2009 mit zwei Olympiateilnahmen
2001 bei den Weltmeisterschaften in Fukuoka kam Chiuso mit der 4-mal-100-Meter-Freistilstaffel als Achte und mit der 4-mal-200-Meter-Freistilstaffel als Sechste ins Ziel. Bei den Mittelmeerspielen in Tunis schlug Chiuso über 50 Meter Freistil als Zweite an, über 100 Meter Freistil belegte sie den vierten Platz. Mit der 4-mal-100-Meter-Freistilstaffel erkämpfte sie die Bronzemedaille. 2003 bei den Weltmeisterschaften in Barcelona belegte die spanische 4-mal-100-Meter-Freistilstaffel den achten Platz. Im Jahr darauf bei den Europameisterschaften 2004 in Madrid wurde die 4-mal-100-Meter-Freistilstaffel Fünfte. Bei den Olympischen Spielen in Athen schied Chiuso mit beiden Freistilstaffeln im Vorlauf aus. Über 50 Meter Freistil erreichte sie das Halbfinale und verfehlte als 13. die Finalteilnahme um zwei Zehntelsekunden. Ende 2004 belegte Chiuso über 50 Meter Freistil den sechsten Platz bei den Kurzbahneuropameisterschaften in Wien.
Im Juni 2005 bei den Mittelmeerspielen in Almería siegte Chiuso über 50 Meter Freistil, über 100 Meter Freistil erkämpfte sie die Bronzemedaille. Einen Monat später bei den Weltmeisterschaften in Montreal schwamm Chiuso die elftschnellste Halbfinalzeit über 50 Meter Freistil. Ende 2005 bei den Kurzbahneuropameisterschaften in Triest belegte die italienische 4-mal-50-Meter-Freistilstaffel den sechsten Platz, die 4-mal-50-Meter-Lagenstaffel schlug als Vierte an. Über 50 Meter Freistil siegte die Niederländerin Marleen Veldhuis mit 0,05 Sekunden Vorsprung vor Cristina Chiuso, die ihrerseits 0,15 Sekunden vor der drittplatzierten Schwedin Anna-Karin Kammerling lag. Im April 2006 bei den Kurzbahnweltmeisterschaften in Shanghai erreichte die 4-mal-100-Meter-Lagenstaffel mit Elena Gemo, Chiara Boggiatto, Francesca Segat und Cristina Chiuso den vierten Platz, hatte aber über fünf Sekunden Rückstand auf die Medaillenränge. Die 4-mal-100-Meter-Freistilstaffel wurde Siebte. Vier Monate später bei den Europameisterschaften in Budapest belegte Chuiso sowohl mit der 4-mal-100-Meter-Freistilstaffel als auch über 50 Meter Freistil den sechsten Rang. Ende 2006 schwamm Chiuso über 50 Meter Freistil auf den fünften Platz bei den Kurzbahneuropameisterschaften in Helsinki.
Im März 2008 bei den Europameisterschaften in Eindhoven gewann die 4-mal-100-Meter-Freistilstaffel mit Erika Ferraioli, Federica Pellegrini, Maria Laura Simonetto und Cristina Chiuso die Silbermedaille mit über sieben Sekunden Rückstand auf die Niederländerinnen aber knapp vor den Schwedinnen. Über 50 Meter Freistil belegte Chiuso den 13. Platz. Bei den Olympischen Spielen in Peking wurde Chiuso 34. in den Vorläufen über 50 Meter Freistil. Ferraioli, Pellegrini, Simonetto und Chiusi schwammen die zehntbeste Vorlaufzeit aller Freistilstaffeln und verfehlten den Finaleinzug um mehr als eine Sekunde. 2009 gewann Chiuso ihre letzte internationale Medaille. Bei den Mittelmeerspielen in Pescara gewann sie Gold mit der 4-mal-100-Meter-Freistilstaffel, wobei Chiuso nur im Vorlauf dabei war. Über 50 Meter Freistil siegte die Französin Malia Metella mit 0,68 Sekunden Vorsprung vor den beiden zeitgleichen Italienerinnen Gigliola Tecchio und Chiuso, die eine Hundertstelsekunde vor der viertplatzierten Griechin Martha Matsa anschlugen.
Cristina Chiuso schwamm für Aurelia Nuoto in Rom und für Nuotatori Veneziani in Venedig. In den 18 Jahren von 1991 bis 2009 gewann sie 55 nationale Meistertitel, davon 31 über 50 Meter Freistil. 2000 wurde sie mit dem Verdienstorden der Italienischen Republik ausgezeichnet. Nach ihrer Karriere war sie im Fernsehen als Interwieverin und Fachkommentatorin tätig.